# Marie Brechbühl
Marie Brechbühl , née le 26 mars 1857 à Berthoud et morte le 21 octobre 1933 à Genève, est une pédagogue suisse, une des premières à introduire des classes mixtes à Genève.

## Biographie
Elle est née le 26 mars 1857 à Berthoud. Elle est la fille de Johannes, colporteur à Genève et de Maria Neuhaus. Elle commence sa carrière professionnelle en travaillant d'abord comme institutrice diplômée initiée à la méthode Fröbel. En 1875 elle prend la direction d'un externat avec une douzaine d'élèves et fonde l'école Brechbühl en 1875. L'établissement utilise la méthode Fröbel, une pédagogie qui  basée sur l'expérience et porte une attention particulière à chaque enfant plutôt que sur une véritable théorie de l'éducation.  
À la suite de son succès l'école Brechbühl doit déménager. Initialement située Place du Bourg-de-Four, elle se situe aujourd’hui  au 3 de la rue Rodolphe Toepffer à Genève.  

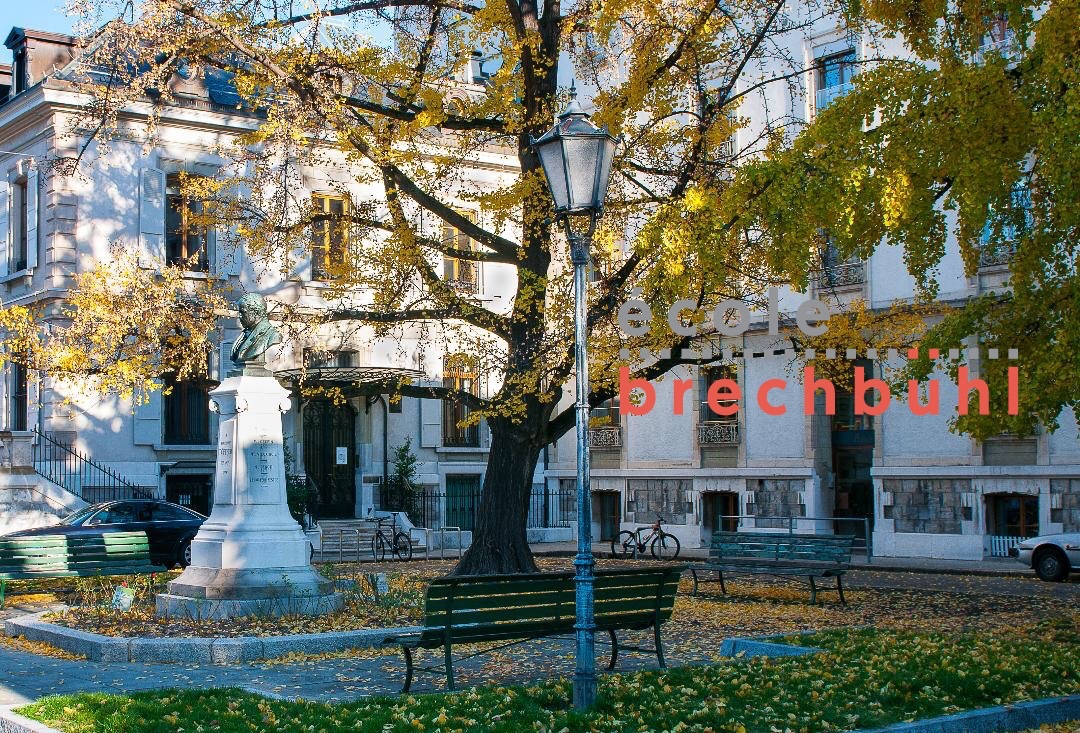
École Brechbühl en 2020

Marie Brechbühl est protestante, néanmoins son école est ouverte à toutes les confessions et profondément inscrite dans la tradition et les valeurs genevoises. 
Marie Brechbühl est également la cofondatrice de l'Union des femmes de Genève, une association qui lutte pour la reconnaissance des droits des femmes.